# Kornkreis

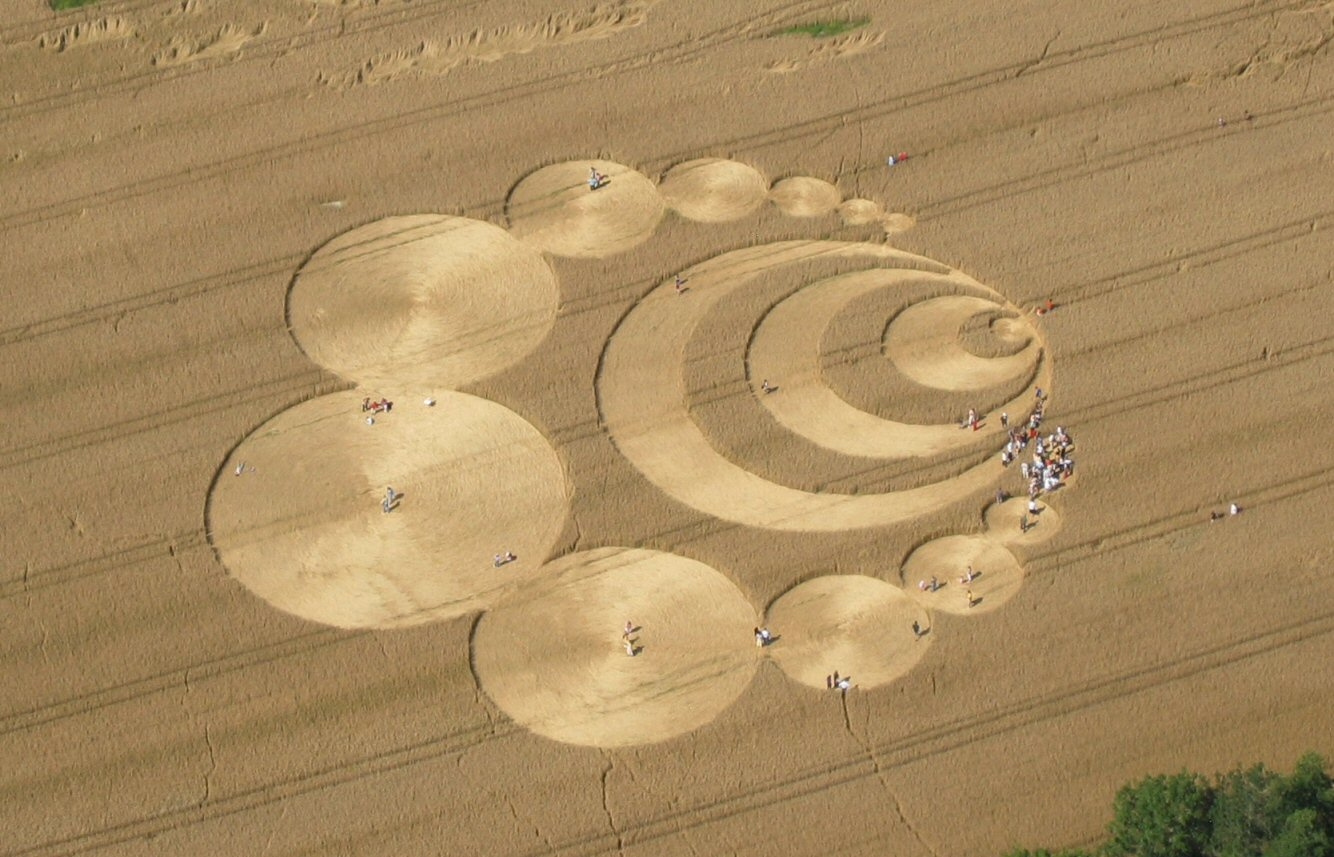
Kornkreis in einem Weizenfeld

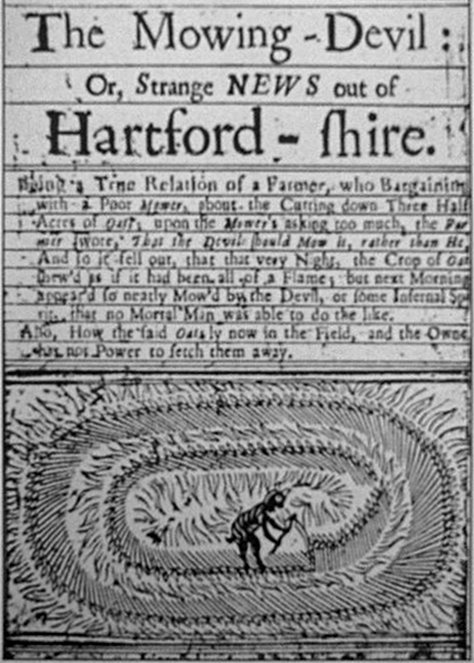
Historische Kornkreisdarstellung (Mowing-Devil) aus dem Jahr 1678

Struktur des Barbury Castle bicycle, vom 17. Juli 1991

Kornkreise sind Bereiche eines Getreidefeldes, in denen die Kornhalme in einer regelmäßigen Weise umgeknickt, gebogen oder abgemäht worden sind. Die dadurch verursachten Ernteausfälle führen bei betroffenen Landwirten zu massiven wirtschaftlichen Schäden.

## Geschichte, Verbreitung, Erforschung
Erste Schriftstücke, die auf Kornkreise hinweisen könnten, tauchten in Frankreich auf. Der Lothringer Schöffe und spätere Procureur Général Nicolas Remy beschreibt in seinem Buch Dæmonolatria einen Prozess, in dem einer Gruppe Männer und Frauen zur Last gelegt wird, am 24. Juli 1590 in einem Kreistanz bockshufige Wesen angerufen zu haben. Der Kornkreis wurde vom Richter mit Zeugen besichtigt. Wesentlich bekannter ist die britische Flugschrift von 1678 mit dem Titel The Mowing Devil, welche die Kreise als Werk eines mähenden Teufels betrachtet. Noch im 20. Jahrhundert wurden in Südengland Kornkreise von Bauern als „Devils Twist“ bezeichnet; deutschstämmige Amische nennen sie noch „Hexendanz“ und „Deiwelskreis“. Über ihre Form kann in beiden genannten Fällen mangels Detailinformationen nichts gesagt werden. In vielen Sagen und Märchen wird auch von Feen- und Elfenringen erzählt, die von tanzenden Märchengestalten herrühren sollen. Im The Natural History of StaffordShire beschreibt 1686 Robert Plot merkwürdige Kreise im Gras als „Feenringe“.
1880 berichtete das naturwissenschaftliche Magazin Nature über Kornkreise in einem Feld der Grafschaft Surrey. Auch in Deutschland sind derartige Phänomene spätestens seit dem 19. Jahrhundert bekannt.
Das vermutlich erste Foto eines Kornkreises entstand 1932 und wurde 1937 von Cecil Curwen dem Artikel Crop-Marks on Stoughton Down der archäologischen Zeitung Sussex Notes and Querries beigefügt. Auf ihr ist nur ein Kreis am Bow Hill bei Chichester zu erkennen, der Autor berichtet aber von einer Formation aus vier Kreisen, deren innerer Teil allein etwa 36 Meter groß gewesen sein soll.
Im Januar 1966 behauptete ein Farmer der australischen Kleinstadt Tully, er habe über einem Sumpfgebiet ein UFO gesichtet. Als dort eine kreisrunde Fläche mit ca. 9 Metern Durchmesser entdeckt wurde, auf der das Schilf im Uhrzeigersinn flach am Boden lag, löste dies eine intensive mediale Berichterstattung über das „Tully Saucer Nest“ und dessen mögliche Ursachen aus. Angeregt durch Zeitungsberichte über diese Ereignisse, schufen die beiden Künstler Doug Bower und Dave Chorley im Juli 1978 in Südengland erste Kornkreise.
Besonders häufig wurden sie Ende der 1980er Jahre gemeldet, nachdem zunehmend in den Medien darüber berichtet worden war. Zeitweilig wurden zwischen 150 und 300 Kornkreise jährlich gemeldet, meist aus Südengland. Hier traten 2004 etwa ein Drittel aller bekannt gewordenen Fälle von Kornkreisen auf. In Deutschland waren es 2003 etwa ein Viertel der Fälle. Hier kommen Kornkreise vor allem in Nordvorpommern (um Stralsund und auf Rügen), in Nordhessen, der Region von Sinsheim und in Schleswig-Holstein vor. Zunehmend wird aber auch aus anderen Ländern und Kontinenten von solchen Phänomenen berichtet, wenn auch deutlich seltener. Bisher wurden über 6000 unterschiedliche Kornkreise in über 50 Ländern rund um den Globus dokumentiert.
Dabei wurden die Formen Anfang der 1990er Jahre immer größer und komplexer. Diese Entwicklung kann an dem oft „bicycle“ (englisch Fahrrad) genannten Muster festgemacht werden, das am 17. Juli 1991 bei Barbury Castle gefunden wurde und mit seinen Dreiecken, sägeblatt- und fotoblendenartigen Mustern erstmals mehr als Kreise und Linien enthielt. Der mit 756 m längste wurde am 26. Juli 1996 in Ashbury entdeckt. Er ähnelt vom Typ dem vom 11. Juli 1990 in Alton Barnes, der als Cover des Best-Of-Albums von Led Zeppelin einer der bekanntesten Kornkreise wurde. Die bisher flächengrößte festgestellte Formation wurde im August 2001 in einem Weizenfeld am Milk Hill in Wiltshire (Südengland) aufgefunden. Sie hatte einen Durchmesser von 240 Metern und bestand aus 409 Teilkreisen. Aus der Luft betrachtet, ergaben sie das geometrische Gesamtmuster einer sechsstrahligen Wirbelform.
2002 erschien der Film Signs (von M. Night Shyamalan mit Mel Gibson), er stellt die Kornkreise als Zeichen von Außerirdischen dar und zeigte Abwandlungen der Muster von 1990 vom Typ „Alton Barnes“.

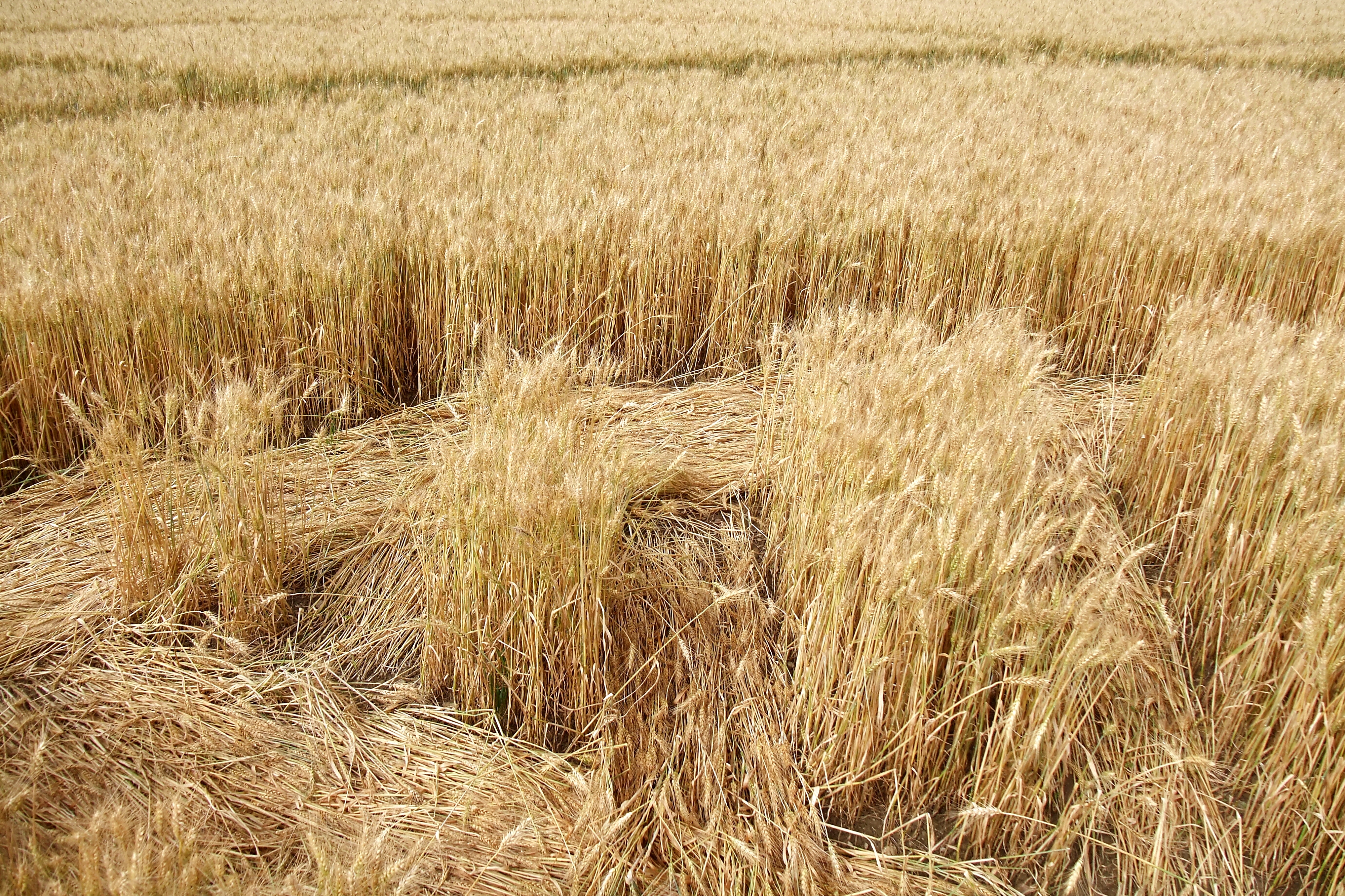
Umgeknicktes Getreide eines Kornkreises in der Schweiz. Oft wird das Getreide bis auf den Boden gepresst.

## Wirtschaftliche Folgen
Für Kornkreise werden Getreidefelder teilweise zerstört. Der Guardian berechnete 2022, dass zwischen 2018 und 2022 – also nicht ansatzweise zur Hochzeit der Getreidekreise – 92 Getreidekreise die britischen Landwirte ca. 30.000 Pfund (am Datum der Veröffentlichung ca. 33.595 Euro) gekostet haben. Betroffen sei eine Fläche von über 40 Fußballfeldern gewesen. Aus den zerstörten Weizen- und Gerstenpflanzen hätten etwa 300.000 Laibe Brot und aus den zerstörten Rapspflanzen 600 Liter Öl gewonnen werden können. Zwar würden die Verursacher der Kornkreise die Ähren in der Regel nicht direkt zerstören. Allerdings würden sie die Pflanzen so flachdrücken, dass sie nicht geerntet werden könnten, denn übliche Maschinen arbeiten aus Sicherheitsgründen mit einem Mindestabstand von 15 cm über dem Boden, um nicht Erdboden oder Steine aufzulesen. Die Felder wurden oft noch durch Zertrampeln von Schaulustigen weiter zerstört. Zu den Ernteausfällen kamen z. T. noch Kosten für die Aufbereitung der Flächen für eine neue Saat.
Geschädigte Landwirte bleiben nach der Untersuchung des Guardian in der Regel auf ihren Kosten sitzen. Die Selbstbeteiligungen bei Versicherungen seien oft zu hoch, als dass eine Schadensmeldung sich lohne. Viele meldeten die Schäden nicht einmal mehr der Polizei, weil sie sich dort nicht ernst genommen fühlten. Die geschädigten Flächen seien regional stark unterschiedlich verteilt, mit 63 % der Flächen zwischen 2018 und 2022 in Wiltshire und 27 % in Hampshire.

## Formen

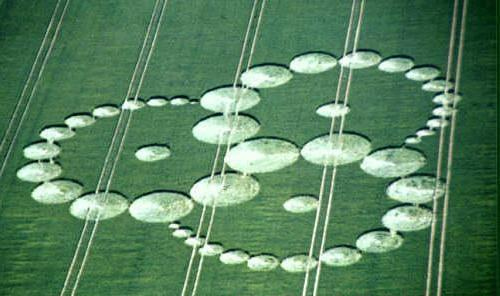
Figur, bestehend aus vielen Einzelkreisen

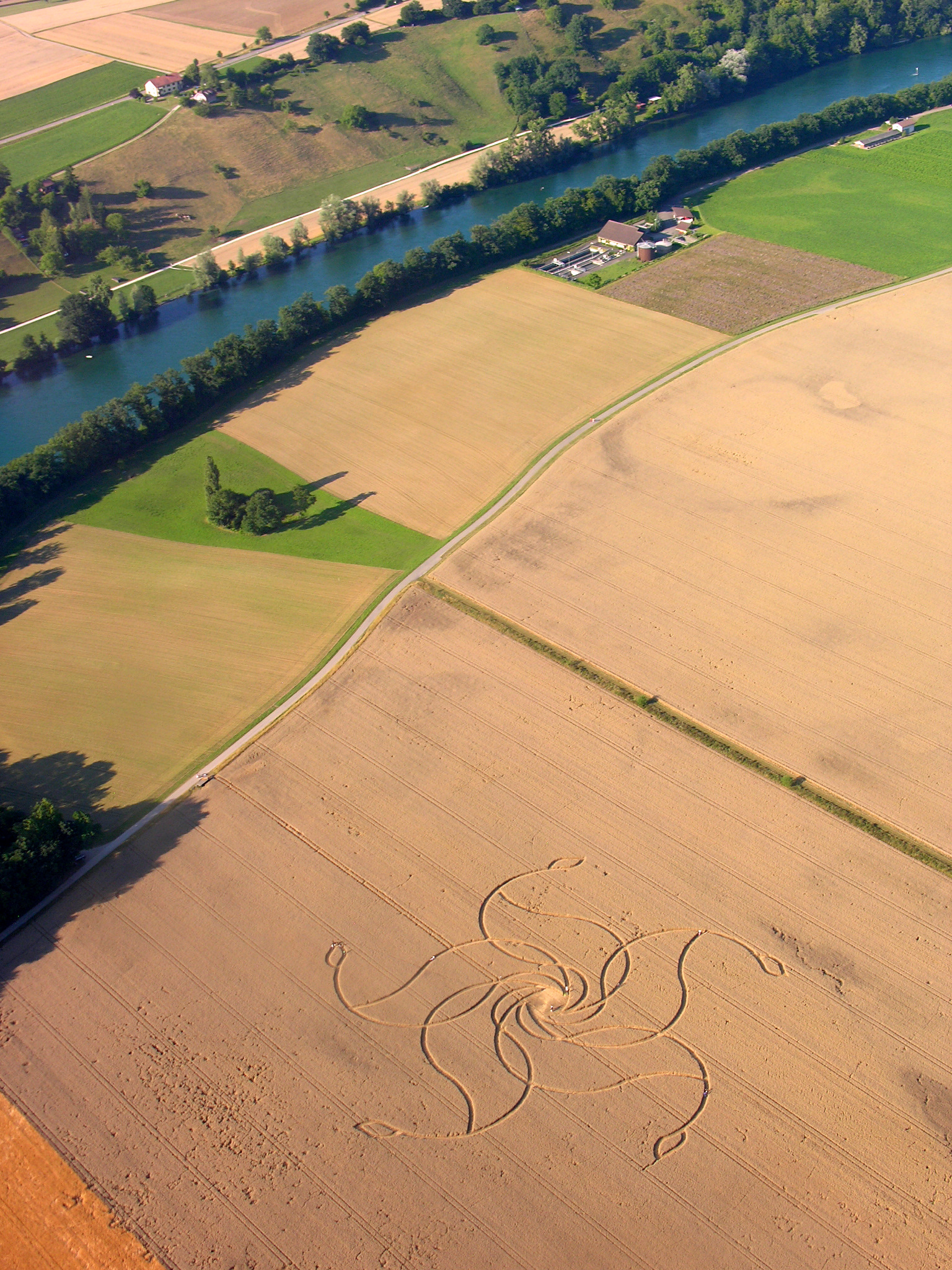
Kornkreis bei Diessenhofen am 15. Juli 2008

Die aus Kornkreisen gebildeten Kreise oder komplexeren Geoglyphen sind oft nur von erhöhter Stelle oder aus der Luft erkennbar.
Formen und Anordnungen der sogenannten „historischen Kreise“ sind nicht näher bekannt, da von ihnen keine Abbildungen existieren. Nature beschrieb 1880 „[…] ein Feld voller Kreise“. Ob dieses Kreisfeld aber geometrisch oder unregelmäßig angeordnet war, ist unbekannt.
Kornkreise treten nicht nur in Getreidefeldern auf: Sie wurden schon in fast jeder Art von Vegetation entdeckt. Besonders seit den 1990er Jahren nehmen Kornkreise in Anzahl, Größe, Form und Detailreichtum zu. Sie haben meist einen Durchmesser zwischen 10 und 100 Metern. Dokumentiert sind polygonale, elliptische, verflochtene, spiralförmige und fraktale Formelemente, die sich teilweise auch mit unregelmäßigen Formationen verbinden. Es existieren aber auch symbolhafte Kornkreise wie das Firefox-Logo.
Einige dieser Bodenbilder könnten auf astronomische, physikalische und mathematische Sachverhalte hinweisen, da die in ihnen angeordneten Grundformen unterschiedlicher Größen und Abstände wiederholt sowohl ganzzahlige als auch irrationale Zahlenverhältnisse darstellen, etwa den goldenen Schnitt.
Darüber hinaus wurden Kornkreise untersucht, die überhaupt keine geometrisch regelmäßige Form besitzen, sondern Ähnlichkeiten mit überlieferten Formen haben, wie Höhlenmalereien, indianischen Piktogrammen oder mystisch-magischen Symbolen wie dem kabbalistischen Lebensbaum.

## Wissenschaftliche Erklärungsversuche
Eine erste Theorie zum Thema stellte Robert Plot im 17. Jahrhundert auf. Er glaubte an herabstürzende Luftwirbel als Ursache der frühen einfachen Kornkreise, die ihm beschrieben worden waren. Möglicherweise waren kleine, stabile Wirbelstürme dafür verantwortlich. Die Vielzahl der Erklärungsansätze ist mit der Fülle der Kornkreisformen gewachsen. Manche der aufgestellten Theorien sollen alle beobachteten Kreise erklären, andere nur einen Teil von ihnen. Einige wurden von Wissenschaftlern als mögliche Erklärungen erwogen.

### Künstliche Entstehung
Es gibt keine Beobachtung einer natürlichen Entstehung von Kornkreisen; die einzig derzeit nachgewiesene Form ist die durch Menschenhand. Eine bekannte Herstellungsmethode ist, mit Hilfe eines in den Mittelpunkt gesteckten Stocks und eines Seils einen Kreis zu erzeugen, indem mit dem straff gespannten Seil in der Hand Kreise gelaufen und Halme umgetreten werden. Einen eindeutigen Hinweis darauf geben die im Getreidefeld bereits vorher vorhandenen Traktorspuren, die bei fast allen Kornkreisen durch das Zentrum verlaufen und als Zugang zum Ausgangspunkt genutzt werden, ohne dass Getreide an ungewollten Stellen umgeknickt wird. Eine einzelne Person läuft ausgehend vom Mittelpunkt im Kreis und gibt nach und nach Seil frei, bis der gewünschte Radius erreicht ist. Bei Beteiligung mehrerer Personen geht das schneller, ebenso bei der Verwendung von Holzwalzen (Baumstämmen), die gerollt werden und auch andere, nichtkonzentrische Formen erzeugen können.
Bei komplexen Formen werden oft Kombinationen verschiedener Verfahren verwendet. Der Aufwand ist relativ hoch und bedarf einer genauen Koordination und ausgefeilter Techniken, die die Helfer vorher mittels Skizzen durchplanen müssen. Soll das Anfertigen des Kornkreises heimlich geschehen (z. B. nachts), werden mehr Helfer benötigt, da nur eine begrenzte Zahl an Stunden verfügbar ist und keine halbfertigen Kreise entstehen sollen. Sind die Helfer geübt oder trainiert, ist es mit Hilfe von Zirkel-, pantographischen oder spirographischen Techniken möglich, sehr komplexe Formen zu erzeugen. In vielen Fällen wurde nach Aufdeckung der Arbeit bekannt, dass Standorte der Kreise genau geplant wurden (Autobahnabfahrten, gut einsehbare Talsenken), um Schaulustige anzulocken. Menschlich erdachte Konzepte, wie die stereotypische Morphologie von Außerirdischen oder religiöse Symbole (z. B. Yin und Yang), werden dabei bewusst gewählt, um auf einen übernatürlichen Zusammenhang hinzudeuten und somit einen höheren Grad an Aufmerksamkeit zu erreichen. Mitunter wurden handelsübliche Halbedelsteine oder glänzende Steinkohlesplitter auf den Kornkreisen verteilt, um die Schaulustigen zum Suchen und längeren Verweilen anzuregen. Von manchen Arbeiten wurde bekannt, dass sie mit den Besitzern der Felder abgesprochen waren. Das abgesprochene Anfertigen von Kornkreisen, die Vermarktung sowie das Behaupten, der Kreis sei „echt“, ist in Deutschland nicht strafbar.
Viele Kornkreise wurden aus unterschiedlichen Motiven nachweislich von Menschen angelegt. Es kann vermutet werden, dass dies auch für die Kornkreise unbekannter Herkunft gilt und auch diese nicht auf übernatürliche Ursachen zurückgeführt werden können. Demgegenüber versuchen die Cerealogen seit Jahren, Beweise für die Existenz „echter“, also nicht von Menschen angelegter, Kornkreise zu liefern. Dazu weisen sie darauf hin, dass Menschen in Tests unter realistischen Bedingungen bestimmte komplexe Formen nicht herstellen könnten. Allerdings gab es hier schon herbe Rückschläge für derart argumentierende Forscher. So hatte der Cerealoge Pat Delgado einmal einen Kreis als echt bezeichnet, der kurz zuvor vor laufender Kamera von Menschen gemacht worden war. Das ist kein Einzelfall: Kreismacher amüsieren sich gern darüber, dass von ihnen gemachten Kreisen bescheinigt wird, sie stammten von einer „höheren Intelligenz“, und stimmen dem zu.
Im Jahr 1991 erklärten zum Beispiel Doug Bower und Dave Chorley, zwei Künstler aus Southampton, dass sie 1978 in einer Kneipe in Winchester (Hampshire) auf die Idee gekommen seien, zum Spaß Muster in Kornfeldern anzulegen. Sie verwendeten nur Bretter, Seile und eigens gebastelte Kappen mit Visieren aus Draht: Mit einem 1,2 Meter langen Brett an einem Seil erzeugten sie Kreise mit dem Brett als Radius. Die Herstellung eines Kreises mit dem zehnfachen Radius dauerte eine Viertelstunde.
Da ihre Werke von der Öffentlichkeit nicht wahrgenommen wurden, wählten sie 1981 ein Feld bei Winchester, das rundum guten Einblick von Straßen aus bot. Zunächst erzeugten „Doug n Dave“ nur einfache Kreise, aber als in Zeitungen behauptet wurde, die Kreise könnten einfach durch ein natürliches Phänomen entstehen, entwickelten sie komplexere Muster. Erst als Bowers Frau ihn wegen seines hohen Benzinverbrauchs der Untreue verdächtigte, gestand er ihr seine nächtliche Tätigkeit, und kurz darauf gingen er und Chorley an die Öffentlichkeit. Für ihre künstlerischen Aktivitäten erhielten beide im Jahr 1992 den satirischen Ig-Nobelpreis „für ihre kreisförmigen Beiträge zur Feldtheorie der geometrischen Zerstörung englischer Kornfelder“.

### Natürliche Entstehung

#### „Plasma-Vortex-Wolken“
Eine populäre und öffentlich diskutierte Theorie vertrat der Physiker und Landschaftsarchitekt Terence Meaden. Seiner „Plasma-Vortex-Theorie“ zufolge bildeten sich aus ionisierten Gasen eine besondere Art von Wolken, die sich zu rotierenden Kugeln entwickeln würden, die beim Niedersinken in seltenen Fällen Kornkreise verursachen.

#### Brunftringe
Brunftring ist die waidmännische Bezeichnung für kreisförmig niedergetrampelte Stellen in Kornfeldern oder Wiesen, wie sie während der Brunft entstehen, wenn der Rehbock die Ricke herumtreibt. Viele Jäger bezeichnen sie auch als „Hexenringe“.

#### Berauschte Kängurus
In Australien wurden Wallabys dabei beobachtet, runde Kornkreise in Opiumfelder zu treten. Nach dem Verzehr des Schlafmohns geraten diese in einen Rauschzustand und fangen an, in den Feldern im Kreis zu laufen, bis sie umfallen.

## Wissenschaftlich abgelehnte Erklärungsversuche
Die folgenden Erklärungen wurden postuliert, aber von der wissenschaftlichen Gemeinschaft als unglaubwürdig oder als unbeweisbar abgewiesen:
- „Botschaften“, z. B. „Warnungen“ übernatürlicher oder unbekannter Mächte (sei es der Erde selbst, von Göttern oder einer außerirdischen Intelligenz) – dies wird mehrheitlich von Wissenschaftlern abgelehnt, da es bisher keine glaubhaften Hinweise für die Existenz solcher Lebensformen gibt.
- Ausdrucksform einer postulierten kollektiven Intelligenz von Pflanzen, die sich ähnlich einem Bienenstaat aus einer Masse von einzeln primitiven Entitäten zusammensetzen soll.
- Magnetische Anomalien, da angeblich ionisierte Flüssigkeiten im Korn durch magnetische Kräfte beeinflussbar seien.
- Übertragung von morphogenetischen Feldern, deren Existenz aber nicht wissenschaftlich belegt ist.